# Hôtel de la Caisse d'épargne de Lons-le-Saunier
L'hôtel de la Caisse d'épargne est un bâtiment du début du XXe siècle situé à Lons-le-Saunier, en France. Il est recensé à l'Inventaire général du patrimoine culturel.

## Situation et accès
L'édifice est situé au no 8 de l'avenue Aristide-Briand, à l'angle de la rue de la Préfecture, au sud-ouest du centre-ville de Lons-le-Saunier, et plus largement à l'ouest du département du Jura.

## Histoire

### Contexte
Avant cet hôtel, la Caisse d'épargne s'installe en 1871 dans l'ancien hôtel de Chassey ou Jeannin au 18 rue du Puits-Salé (actuelle école Jeanne-d'Arc).

### Concours
En 1900, un concours pour la construction d'un hôtel de la Caisse d'épargne est ouvert aux architectes locaux.
| Prix | Candidat         | Ville du candidat      |
| ---- | ---------------- | ---------------------- |
| 1er  | Jules Pelletier  | Lons-le-Saunier (Jura) |
| 2e   | Romuald Vandelle | Beaune (Côte-d'Or)     |
| 3e   | Bidot            | Lons-le-Saunier (Jura) |

### Éléments biographiques de l'architecte
Jules-Adolphe (ou Alphonse) Pelletier, né le 8 novembre 1860 à Conliège et mort le 19 mai 1942 à Lons-le-Saunier, est un architecte français. Fils de Sévère Pelletier, propriétaire, et de Marie Philomène Hortense Croley, il devient élève de l'École des Beaux-Arts : il y est admis en 2de classe en 1883, devant élève de Jean-Baptiste Guenepin mais ne passe pas la 1re classe. Il devient architecte communal de Lons-le-Saunier en 1884 (au 10 avenue Gambetta) et construit également dans la ville et le département des écoles, des maisons particulières ainsi que des éléments d'édifices religieux. 

### Construction
L'édifice est élevé de 1900 à 1903 selon les plans de Pelletier. Ainsi est-il daté 1901.

### Fermeture de l'agence
L'agence du groupe Caisse d'épargne qui siège dans ce bâtiment, dite agence Briand, ferme définitivement fin novembre 2019. Cette fermeture s'inscrit dans un plan de restructuration du réseau régional et national, dit plan de « transformation digitale » (un plan 2017-2020 de la BPCE qui vise par regroupement la suppression 400 agences), intervenant notamment dans un souci d'économie bien que la banque ne le revendique pas. Ce bâtiment devenant vieillissant, le groupe fait ainsi de l'agence rue Pasteur une agence centrale du secteur.

## Statut patrimonial et juridique
Le bâtiment fait l'objet d'un recensement dans l'Inventaire général du patrimoine culturel, en tant que propriété d'une personne morale. L'enquête ou le dernier récolement est effectué en 1983,.